# Turar Rysqulow

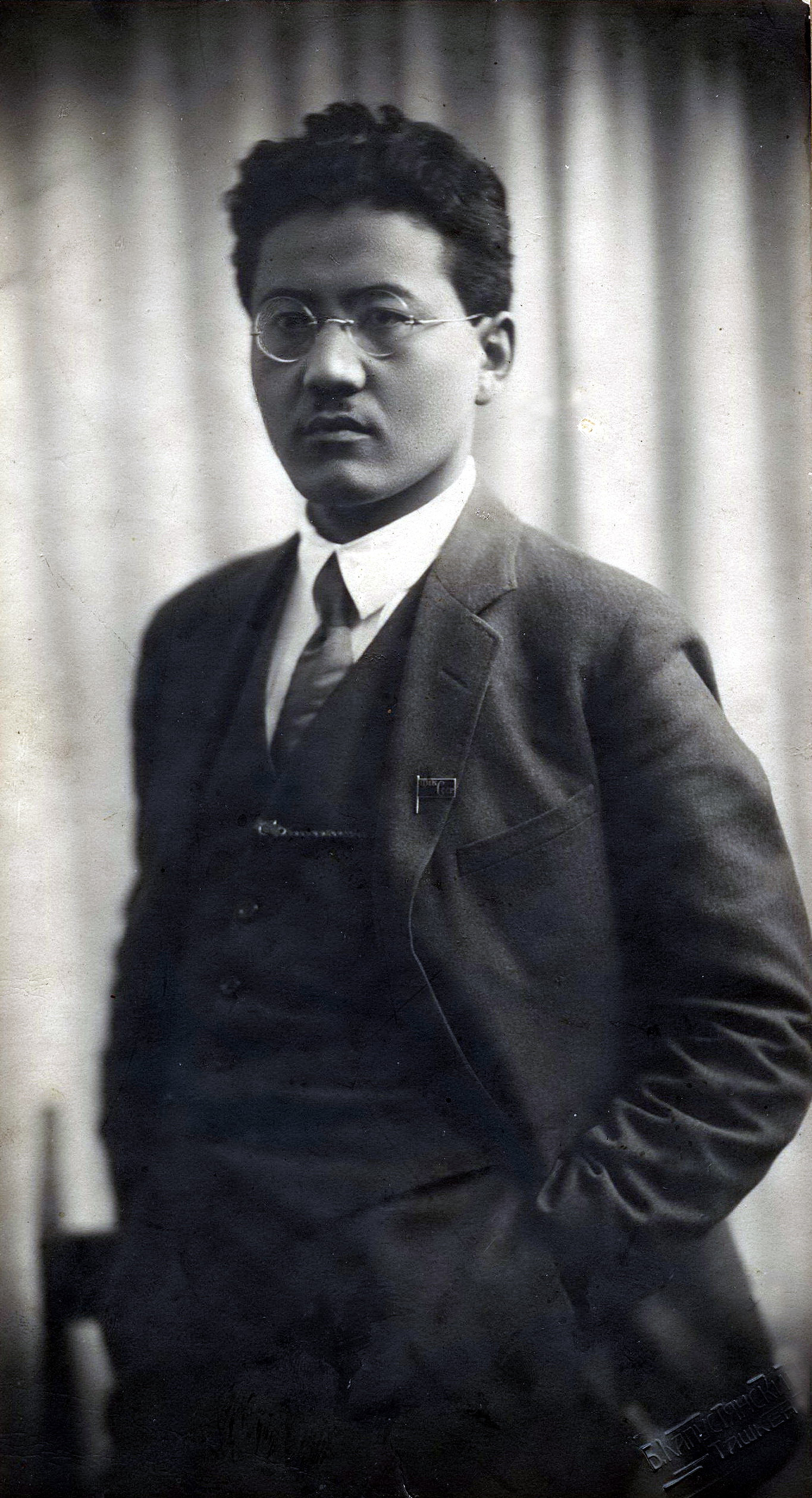
Turar Rysqulow

Turar Rysqulow (kasachisch Тұрар Рысқұлов, russisch Турар Рыскулов Turar Ryskulow; * 14. Dezemberjul. / 26. Dezember 1894greg. im Bezirk Talgar, Oblast Semiretschje, Russisches Kaiserreich; † 10. Februar 1938 in Moskau) war ein sowjetischer Politiker.

## Leben
Turar Rysqulow wurde 1894 in der Oblast Semiretschje im heutigen Gebiet Almaty in Kasachstan geboren. Er besuchte von 1907 bis 1910 eine russisch-kasachische Schule und 1914 machte er seinen Abschluss an der Landwirtschaftsschule in Pischpek und zwischen 1916 und 1917 studierte er am Pädagogischen Institut in Taschkent. 1916 wurde er während des Aufstandes in Zentralasien gegen die zaristische Regierung in Aulije-Ata verhaftet; mangels Anklage wurde er aber wieder freigelassen.
Nach der Februarrevolution gründete er 1917 in Merki die Revolutionäre Union der kirgisischen Jugend und stand in engem Kontakt mit den Räten in Aulije-Ata. Im September des Jahres trat er der Sozialdemokratischen Arbeiterpartei Russlands bei. 1918 wurde Rysqulow stellvertretender Vorsitzender des Exekutivkomitees des Bezirks Aulije-Ata, später war er dessen Vorsitzender. Im September 1918 wurde er Volkskommissar für Gesundheit der Autonomen Sozialistischen Sowjetrepublik Turkestan; er war außerdem Vorsitzender des muslimischen Büros, das auf Beschluss der zweiten Konferenz der Turkestanischen Kommunistischen Partei etabliert wurde. Am 21. Januar 1920 wurde Rysqulow zum Vorsitzenden des Zentralen Exekutivkomitees der Turkestanischen ASSR gewählt. Als solcher setzte er sich besonders für den Schutz der Rechte der lokalen Bevölkerung ein, indem von Zuwanderern genutztes Land an die einheimische Bevölkerung zurückgegeben wurde. Dafür wurde er von der Regierung in Moskau scharf kritisiert. Im September 1920 nahm er als Delegierter am Kongress der Völker des Ostens in Baku teil.
Er wechselte dann von Turkestan in die Regierung Sowjetrusslands. 1921 war er bevollmächtigter Vertreter des Volkskommissariat für Nationalitätenfragen für die Aserbaidschanische SSR. In den Jahren 1921 und 1922 wurde er dann ins Volkskommissariat für Nationalitätenfragen versetzt, wo er zunächst nur Angestellter, später Präsidiumsmitglied und schließlich zweiter stellvertretender Volkskommissar für Nationalitätenfragen war. Zwischen 1922 und 1924 war Rysqulow Vorsitzender des Rates der Volkskommissare der Turkestanischen ASSR. Von der Regierung in Moskau wurde er im Sommer 1924 als Vertreter der Kommunistischen Internationalen in die Mongolische Volksrepublik entsandt. Hier war er an der Umbenennung der Hauptstadt in Ulaanbaatar (deutsch: „Roter Held“) beteiligt. Nach seiner Rückkehr im März 1926 arbeitete er als Leiter der Presseabteilung des kasachischen Regionalkomitees der Kommunistischen Partei und als Chefredakteur der Zeitung Jengbekschi qasaq. Kurze Zeit später ging er wieder nach Moskau, wo er am 31. Mai 1926 zum stellvertretenden Vorsitzenden des Rates der Volkskommissare der RSFSR wurde; zugleich wurde er Vorsitzender der Regierungskommission zum Bau der Turkestan-Sibirischen Eisenbahn.
Am 31. Mai 1937 wurde Rysqulow unter dem Vorwurf des Panturkismus als „Feind des Volkes“ festgenommen. Er wurde am 10. Februar 1938 in einem Moskauer Gefängnis erschossen.
Am 8. Dezember 1956 wurde er rehabilitiert.

## Ehrungen
- die Narxoz-Universität trug von 2000 bis 2016 seinen Namen
- der Audan Turar Rysqulow, ein Bezirk im Gebiet Schambyl, ist nach ihm benannt
- das Dorf Turar Rysqulow im Gebiet Türkistan ist nach ihm benannt